# Kyrgyzstanite
La kyrgyzstanite è un minerale facente parte del gruppo della calcoalumite il cui nome deriva dal Kirghizistan, dove il minerale è stato trovato.